# Serghei Mahovikov
Serghei Mahovikov (în rusă Сергей Анатольевич Маховиков; n. 22 octombrie 1963, Leningrad, RSFS Rusă, URSS) este un poet, actor și cântăreț rus.